# Gallertkalmare
Die Gallertkalmare (Cranchiidae) sind eine Familie in der Ordnung der Kalmare mit ungefähr 60 Spezies.

## Merkmale
Der Trivialname der Familie rührt von den transparenten Körpern der meisten Arten her. Die Körperlängen vieler Arten reichen im Durchschnitt von zehn Zentimetern bis hin zu zwei Metern. Im Vergleich zu ihrem großen Mantel wirken die zweireihig mit Saugnäpfen besetzten Fangarme eher kurz. Die Form der Augen variiert stark von groß und rund bis klein und teleskopartig.
Viele Arten sind biolumineszent und verfügen über ein Leuchtorgan unterhalb ihrer Augen. Mit dessen Hilfe sind sie in der Lage, in flachen Gewässern ihren Schatten auf dem Meeresboden auszugleichen.
Eine mit Ammoniak gefüllte Schwimmblase lässt sie ihren statischen Auftrieb kontrollieren. Das oftmals einzig erkennbare Organ ist eine zigarrenförmige Verdauungsdrüse, bei den Kopffüßern das Äquivalent zur Leber von Säugetieren. Für gewöhnlich wird dieses in vertikaler Stellung gehalten, um seine Silhouette zu minimieren; manchmal befindet sich zusätzlich auch noch ein Leuchtorgan an der Unterseite.
Die Körperform vieler Arten unterscheidet sich stark in den einzelnen Wachstumsphasen und erschwert daher eine eindeutige Zuordnung.

## Lebensweise
Viele Arten leben an der Oberfläche oder in mittleren Tiefen der offenen Weltmeere. Wie bei den meisten Kalmaren leben auch die Jungtiere vieler Gallertkalmararten an der Wasseroberfläche und dringen erst nach einiger Zeit in tiefere Gewässer vor. Einige Arten leben in bis zu zwei Kilometern Tiefe. Im lichtdurchfluteten Oberflächenwasser bietet ihnen ihre Transparenz Schutz.
Für die Fischerei sind Gallertkalmare nicht von Bedeutung.

## Systematik
Die Gallertkalmare werden in zwei Unterfamilien mit insgesamt 15 bzw. 16 Gattungen eingeordnet. Der Status der Gattung Drechselia ist noch umstritten und bedarf weiterer Untersuchungen.
- Unterfamilie Cranchiinae
  - Gattung Cranchia
  - Gattung Drechselia
  - Gattung Leachia
  - Gattung Liocranchia
- Unterfamilie Taoniinae
  - Gattung Bathothauma
  - Gattung Belonella
  - Gattung Egea
  - Gattung Galiteuthis
  - Gattung Helicocranchia
  - Gattung Liguriella
  - Gattung Megalocranchia
  - Gattung Mesonychoteuthis
  - Gattung Sandalops
  - Gattung Taonius
  - Gattung Teuthowenia